# Munyagen
Munyagen ist eine Ortschaft im westafrikanischen Staat Gambia.
Nach einer Berechnung für das Jahr 2013 leben dort etwa 1499 Einwohner, das Ergebnis der letzten veröffentlichten Volkszählung von 1993 betrug 1118.

## Geographie
Munyagen liegt am nördlichen Ufer des Gambia-Flusses in der North Bank Region, Distrikt Jokadu. Der größte Ort des Distrikts liegt an der North Bank Road zwischen Kuntaya und Kerr Fodeba.